# Ditfurter Weg 11, 13 (Quedlinburg)

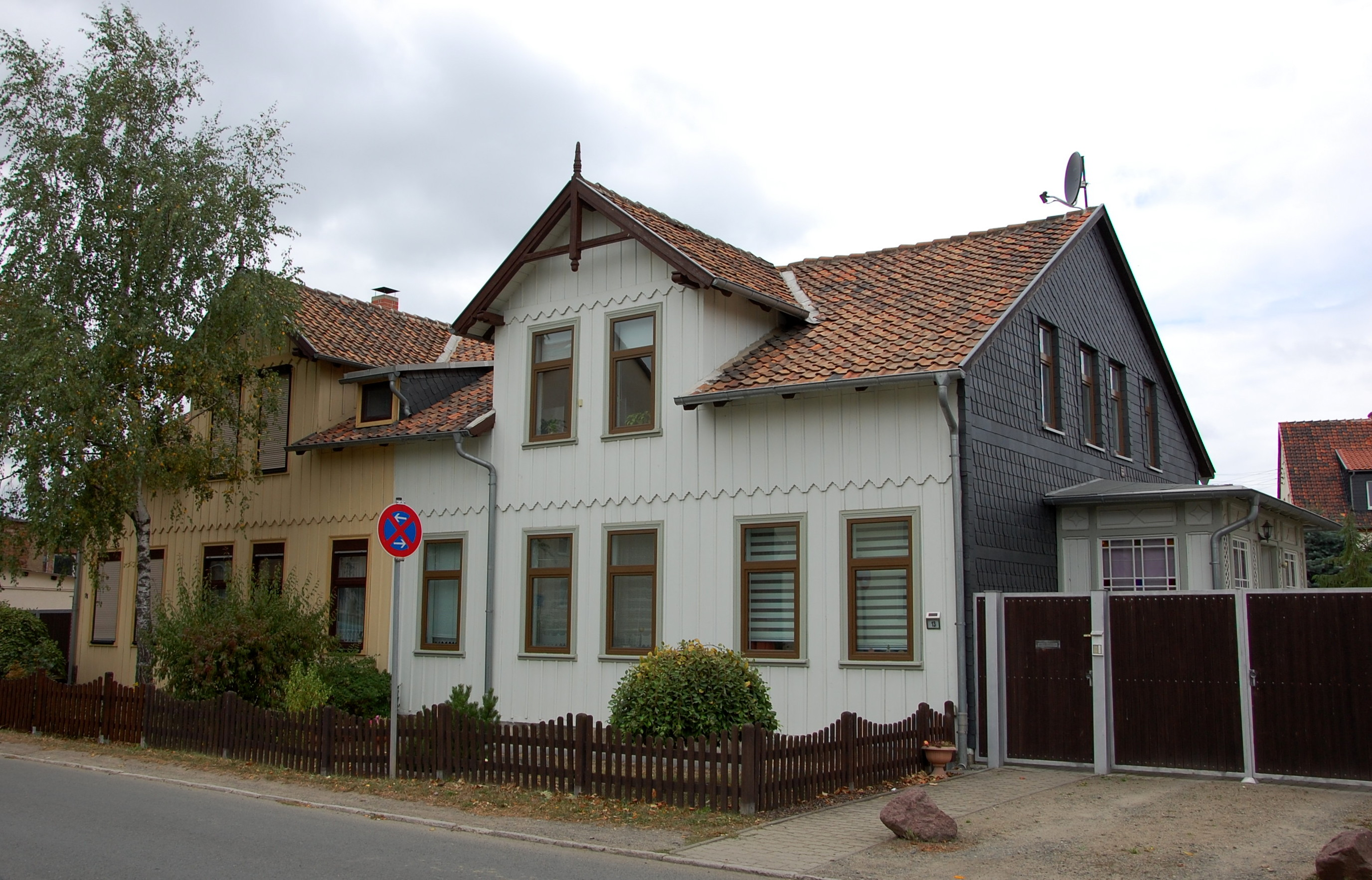
Häuser Ditfurter Weg 11, 13

Die Häuser Ditfurter Weg 11, 13 sind zwei denkmalgeschützte Gebäude in der Stadt Quedlinburg in Sachsen-Anhalt.

## Lage
Sie befinden sich östlich der historischen Quedlinburger Neustadt auf der Westseite des Ditfurter Wegs. Im Quedlinburger Denkmalverzeichnis sind sie als Wohnhäuser eingetragen. 

## Architektur und Geschichte
Die beiden Holzhäuser entstanden in der Zeit um 1900 und sind weitgehend gleich gestaltet. Markant ist die Verbretterung der Fassaden im für Landhäuser in der Harzregion des 19. Jahrhunderts typischen Stil. Oberhalb des Erdgeschosses überlappen sich die vertikal angebrachten Bretter, wodurch eine friesartige Verzierung entsteht. Jedes der Häuser verfügt über ein mittig aufgesetztes Zwerchhaus. Die Dächer der Zwerchhäuser springen weit vor und sind mit Sprengwerk verziert.